# Opere di Mamoru Oshii

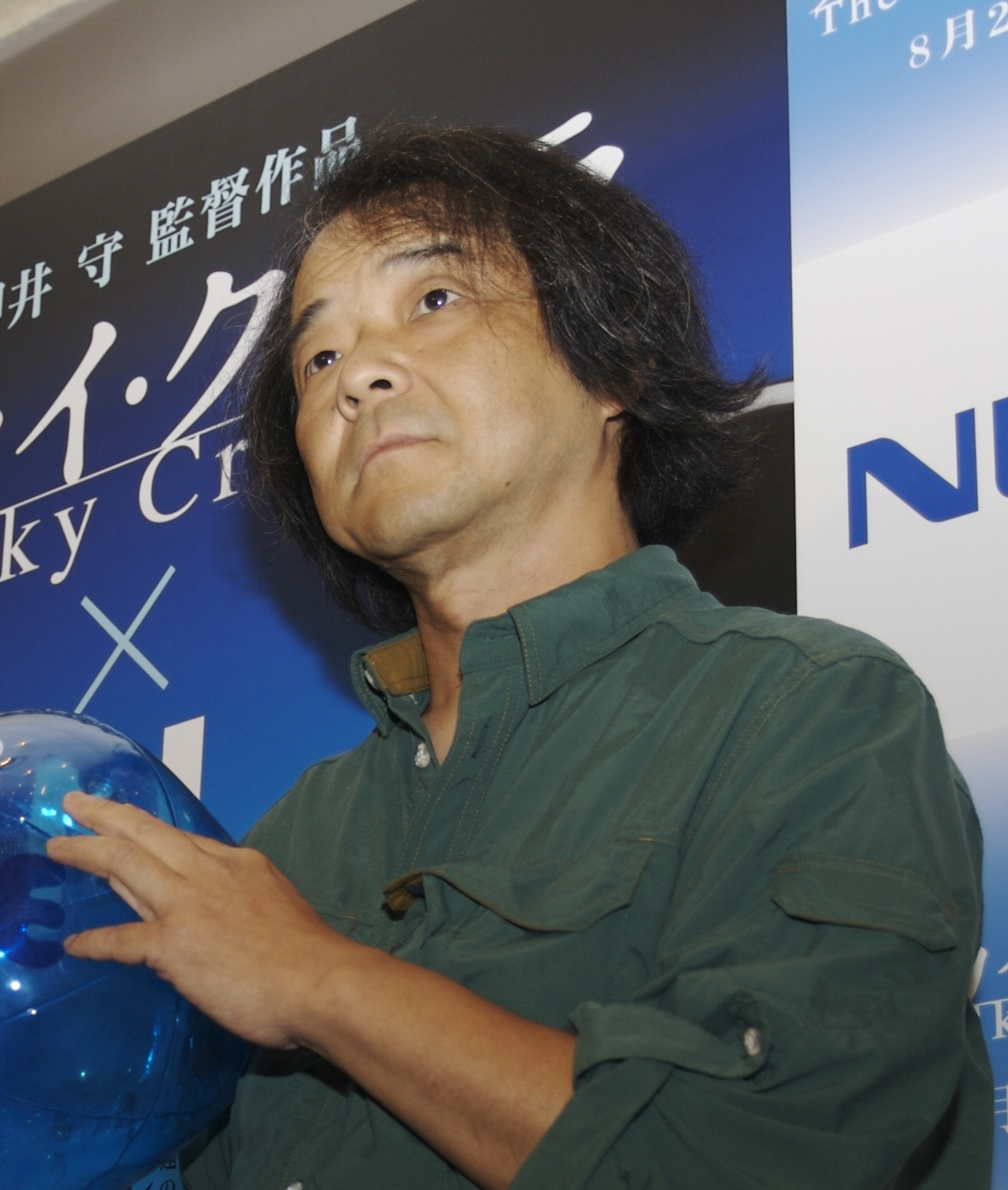
Mamoru Oshii nel 2008

Mamoru Oshii è un regista, sceneggiatore e scrittore giapponese, attivo sia nel campo cinematografico che in quello televisivo. La sua carriera trentennale, legata soprattutto nella prima parte alle produzioni anime, lo ha visto realizzare OVA, film, cortometraggi, serie televisive e radiodrammi. All'interno dell'industria d'animazione, ha iniziato come storyboard artist e negli anni Settanta ha diretto una serie di anime televisivi per la Tatsunoko. Come scrittore invece, Oshii è sovente sceneggiatore e un romanziere occasionale, nonché mangaka.
Sebbene sia principalmente noto come regista di film d'animazione, soprattutto per la Production I.G, Oshii è stato anche coinvolto in diversi progetti live-action.

## Regista
| Anno      | Titolo                                                                   | Tipologia   | Medium         | Note                                                                  |
| --------- | ------------------------------------------------------------------------ | ----------- | -------------- | --------------------------------------------------------------------- |
| 1977–1978 | Il fichissimo del baseball                                               | Animazione  | Serie TV       | Regista di due episodi                                                |
| 1977–1979 | Yattaman                                                                 | Animazione  | Serie TV       | Regista di due episodi                                                |
| 1978–1979 | Gatchaman 2                                                              | Animazione  | Serie TV       | Regista di tre episodi                                                |
| 1979–1980 | Zenderman                                                                | Animazione  | Serie TV       | Regista di nove episodi                                               |
| 1980–1981 | Nils Holgersson                                                          | Animazione  | Serie TV       | Regista di diciotto episodi                                           |
| 1981–1982 | Belle et Sebastien                                                       | Animazione  | Serie TV       | Regista di due episodi                                                |
| 1981–1986 | Lamù                                                                     | Animazione  | Serie TV       | Supervisione dal 1º al 106º episodio, regista di ventiquattro episodi |
| 1983      | Lamù: Only You                                                           | Animazione  | Film           |                                                                       |
| 1983–1984 | Dallos                                                                   | Animazione  | OVA            |                                                                       |
| 1984      | Lamù: Beautiful Dreamer                                                  | Animazione  | Film           |                                                                       |
| 1985      | Tenshi no tamago                                                         | Animazione  | OVA            |                                                                       |
| 1987      | While Waiting for the Red Spectacles                                     | N/A         | Radiodramma    |                                                                       |
| 1987      | The Red Spectacles                                                       | Live-action | Film           |                                                                       |
| 1987      | Twilight Q                                                               | Animazione  | OVA            | Regista di FILE538                                                    |
| 1988      | Patlabor                                                                 | Animazione  | OVA            |                                                                       |
| 1989      | Patlabor: The Movie                                                      | Animazione  | Film           |                                                                       |
| 1989      | Gosenzo-sama Banbanzai!                                                  | Animazione  | OVA            |                                                                       |
| 1990      | MAROKO                                                                   | Animazione  | Film           |                                                                       |
| 1991      | StrayDog: Kerberos Panzer Cops                                           | Live-action | Film           |                                                                       |
| 1992      | Talking Head                                                             | Live-action | Film           |                                                                       |
| 1993      | Patlabor 2: The Movie                                                    | Animazione  | Film           |                                                                       |
| 1995      | Ghost in the Shell                                                       | Animazione  | Film           |                                                                       |
| 2001      | Avalon                                                                   | Live-action | Film           |                                                                       |
| 2003      | Killers                                                                  | Live-action | Cortometraggio | Regista di .50 Woman                                                  |
| 2004      | Ghost in the Shell 2 - Innocence                                         | Animazione  | Film           |                                                                       |
| 2005      | Mezame No Hakobune                                                       | Animazione  | Nō             |                                                                       |
| 2006      | Kerberos Panzer Jäger                                                    | N/A         | Radiodramma    |                                                                       |
| 2006      | Tachiguishi Retsuden                                                     | Animazione  | Film           |                                                                       |
| 2006      | Onna Tachiguishi Retsuden Ketsune korokke no Ogin: Paresuchina shitō hen | Live-action | Cortometraggio |                                                                       |
| 2007      | Ani*Kuri 15                                                              | Animazione  | Cortometraggio | Regista di Project Mermaid                                            |
| 2007      | Shin-Onna Tachiguishi Retsuden                                           | Live-action | Film           | Regista di The Golden Fish Girl & Assault Girl                        |
| 2008      | Ghost in the Shell 2.0                                                   | Animazione  | Film           |                                                                       |
| 2008      | The Sky Crawlers - I cavalieri del cielo                                 | Animazione  | Film           |                                                                       |
| 2008      | Rebellion: The Killing Isle (aka Kill)                                   | Live-action | Cortometraggio | Regista di Assault Girl 2                                             |
| 2009      | Assault Girls                                                            | Live-action | Film           |                                                                       |
| 2010      | 28 1/2 Mousou no Kyojin                                                  | Live-action | Film           |                                                                       |
| 2010      | Je t'aime                                                                | Animazione  | Videoclip      |                                                                       |
| 2014-2015 | The Next Generation -Patlabor-                                           | Live-action | Film           |                                                                       |
| 2015      | The Next Generation -Patlabor-: Syutokessen                              | Live-action | Film           |                                                                       |
| 2015      | Tokyo Mukokuseki Shojo                                                   | Live-action | Film           |                                                                       |
| 2015      | Garm Wars - L'ultimo druido                                              | Live-action | Film           | Primo film in lingua inglese di Oshii                                 |
| 2017      | Sand Whale and Me                                                        | Live-action | Miniserie      |                                                                       |
| 2021      | Vlad Love                                                                | Animazione  | Serie          | Direzione generale. Regia degli episodi: Junji Nishimura              |
| 2022      | Chii Tomodachi                                                           | Live-action | Film           |                                                                       |

## Sceneggiatore
| Anno      | Titolo                                         | Ruolo                    | Note                                       |
| --------- | ---------------------------------------------- | ------------------------ | ------------------------------------------ |
| 1981–1986 | Lamù                                           | Sceneggiatura televisiva | Sceneggiatore di sette episodi             |
| 1983–1984 | Dallos                                         | Sceneggiatura            | Sceneggiatore di tre episodi               |
| 1983–1984 | Lo strano mondo di Minù                        | Sceneggiatura televisiva | Sceneggiatore di un episodio               |
| 1984      | Lamù: Beautiful Dreamer                        | Sceneggiatura            |                                            |
| 1985      | Tenshi no tamago                               | Sceneggiatura            |                                            |
| 1987      | The Red Spectacles                             | Sceneggiatura            |                                            |
| 1987      | Twilight Q                                     | Sceneggiatura            | Sceneggiatore di FILE538                   |
| 1987      | While Waiting for the Red Spectacles           | Sceneggiatura            |                                            |
| 1988–2000 | Kerberos Panzer Cop                            | Manga                    | Illustrato da Kamui Fujiwara               |
| 1989      | Gosenzo-sama Banbanzai!                        | Sceneggiatura            |                                            |
| 1989–1990 | Patlabor: The TV Series/Mobile Police Patlabor | Sceneggiatura televisiva | Sceneggiatore di cinque episodi            |
| 1990      | MAROKO                                         | Sceneggiatura            |                                            |
| 1990–1992 | Patlabor: The Mobile Police: New Files         | Sceneggiatura televisiva | Sceneggiatore di quattro episodi           |
| 1991      | StrayDog: Kerberos Panzer Cops                 | Sceneggiatura            |                                            |
| 1992      | Talking Head                                   | Sceneggiatura            |                                            |
| 1994–1995 | Seraphim 266613336Wings                        | Manga                    | Illustrato e co-sceneggiato da Satoshi Kon |
| 1999      | Jin-Roh - Uomini e lupi                        | Sceneggiatura            |                                            |
| 2000      | Avalon: Gray Lady                              | Romanzo                  |                                            |
| 2002      | MiniPato: Mobile Police Patlabor Minimum       | Sceneggiatura            |                                            |
| 2003      | Killers                                        | Sceneggiatura            | Sceneggiatore di .50 Woman                 |
| 2003–2005 | Kerberos Saga Rainy Dogs                       | Manga                    |                                            |
| 2004      | Tachiguishi Retsuden                           | Romanzo                  |                                            |
| 2004      | Ghost in the Shell 2 - Innocence               | Sceneggiatura            |                                            |
| 2005      | Blood: The Last Vampire: Night of the Beasts   | Romanzo                  |                                            |
| 2005      | Elle is Burning                                | Sceneggiatura            | Sceneggiatura mai girata                   |
| 2006      | Kerberos Panzer Jäger                          | Sceneggiatura            |                                            |
| 2006      | Tachiguishi Retsuden                           | Sceneggiatura            |                                            |
| 2006–2007 | Kerberos & Tachiguishi                         | Manga                    |                                            |
| 2006      | Onna Tachiguishi Retsuden                      | Sceneggiatura            |                                            |
| 2007      | Shin-Onna Tachiguishi Retsuden                 | Sceneggiatura            |                                            |
| 2008      | Kill                                           | Sceneggiatura            | Sceneggiatore di Assault Girls 2           |
| 2009      | Miyamoto Musashi: Sôken ni haseru yume         | Sceneggiatura            |                                            |
| 2009      | Assault Girls                                  | Sceneggiatura            |                                            |
| 2014-2015 | The Next Generation -Patlabor-                 | Sceneggiatura            | Co-sceneggiato con Kei Yamamura            |
| 2014      | Garm Wars - L'ultimo druido                    | Storia                   | Co-sceneggiato con Geoffrey Gunn           |
| 2021      | Vlad Love                                      | Sceneggiatura            | Co-sceneggiato con Kei Yamamura            |
| 2021      | Lupin the Third Part 6                         | Sceneggiatura            | Sceneggiatore ospite                       |
| 2022      | Chii Tomodachi                                 | Sceneggiatura            |                                            |

## Storyboard artist
| Anno      | Titolo                      | Note                                  |
| --------- | --------------------------- | ------------------------------------- |
| 1977–1978 | Il fichissimo del baseball  | Storyboard di quattro episodi         |
| 1977–1979 | Yattaman                    | Storyboard di due episodi             |
| 1978–1979 | Gatchaman 2                 | Storyboard di tre episodi             |
| 1978–1979 | Lilli un guaio tira l'altro | Storyboard di un episodio             |
| 1979–1980 | Zenderman                   | Storyboard di dieci episodi           |
| 1980–1981 | Nils Holgersson             | Storyboard di undici episodi          |
| 1980–1981 | I predatori del tempo       | Storyboard di sei episodi             |
| 1981–1982 | Calendar Men                | Storyboard di sei episodi             |
| 1981–1982 | Belle et Sebastien          | Storyboard di due episodi             |
| 1981–1982 | Ōgon Senshi Gōrudo Raitan   | Storyboard di due episodi             |
| 1981–1983 | Maicching Machiko-sensei    | Storyboard di un episodio             |
| 1981–1986 | Lamù                        | Storyboard di ventuno episodi         |
| 1981–1986 | Lamù: Only You              |                                       |
| 1981–1986 | Gigi la trottola            | Storyboard di un episodio             |
| 1982–1983 | Gyakuten! Ippatsuman        | Storyboard di sette episodi           |
| 1983–1984 | Lo strano mondo di Minù     | Storyboard di un episodio             |
| 1983–1985 | Il cucciolo                 | Storyboard di due episodi             |
| 1983–1984 | Dallos                      | Storyboard di tre episodi             |
| 1987      | Zillion                     | Storyboard di tre episodi             |
| 1988      | Mobile Police Patlabor      | Storyboard di tutti e sei gli episodi |
| 1989–1990 | Gosenzo-sama Banbanzai!     | Storyboard di tutti e sei gli episodi |

## Miscellanea
| Anno      | Titolo                                      | Medium         | Ruolo                      | Note                                                                              |
| --------- | ------------------------------------------- | -------------- | -------------------------- | --------------------------------------------------------------------------------- |
| 1981–1982 | Belle et Sebastien                          | Serie TV       | Assistente alla produzione | Solo in due episodi                                                               |
| 1987      | In the Aftermath                            | Film           |                            | Diretto da Carl Colpaert, ma che utilizza alcuni spezzoni da Tenshi no tamago     |
| 1999      | King of My Castle                           | Videoclip      |                            | Videoclip del singolo di Wamdue Project contenente spezzoni da Ghost in the Shell |
| 2000      | Blood: The Last Vampire                     | Film           | Co-ideatore (Team Oshii)   |                                                                                   |
| 2004      | Mobile Police Patlabor Comes Back: MiniPato | Videogioco     | Supervisore                |                                                                                   |
| 2004      | Ghost in the Shell: S.A.C. 2nd GIG          | Serie TV       | Concept della storia       |                                                                                   |
| 2004-2005 | Fūjin Monogatari                            | Serie TV       | Supervisore                |                                                                                   |
| 2005      | Blood+                                      | Serie TV       | Co-ideatore                |                                                                                   |
| 2008      | The Sky Crawlers: Innocent Aces             | Videogioco     | Consulente speciale        |                                                                                   |
| 2009      | Halo Legends                                | Cortometraggio | Direttore creativo         | Per The Duel                                                                      |
| 2012      | Kick-Heart                                  | Cortometraggio | Consulente del progetto    | Diretto da Masaaki Yuasa                                                          |
| 2021      | Hanataba Mitaina Koi o Shita                | Lungometraggio | Cameo                      |                                                                                   |
| 2025      | Death Stranding 2: On the Beach             | Videogioco     | Cameo                      |                                                                                   |